# Илейко Муромец
Илейко (Илья) Муромец, также известен под именем Лжепётр — самозванец, выдававший себя за царевича Петра Фёдоровича, в действительности никогда не существовавшего сына царя Фёдора I Ивановича. Настоящее имя Илья Иванович Коровин. Военачальник войска Ивана Исаевича Болотникова. Из-за отсутствия «царя Дмитрия» в 1606—1607 годах Лжепётр был претендентом на российский престол. Так, например, один из главных руководителей повстанческого движения князь Григорий Шаховской объявил Лжепетра племянником и наместником царя Дмитрия в его временное отсутствие и даже не исключил передачи «царевичу Петру» царства, если царь Дмитрий не явится. Казнён в 1608 году.

## Ранние годы
Если верить показаниям, которые пленный Илейко дал перед боярским судом в 1607 году, родился он в городе Муроме, у некой бабы Ульяны, вдовы торгового человека Тихона Юрьева. После смерти первого мужа Ульяна стала невенчанной женой посадского Ивана Коровина и родила от него «зазорного» (внебрачного) сына по имени Илья. Ему было не так много лет, когда Иван Коровин умер, а его вдова, повинуясь последней воле умирающего, постриглась в девичьем Воскресенском монастыре под именем старицы Улиты.
Сироту едва ли не на дороге подобрал купец Т. Грозильников и сделал его сидельцем в своей лавке в Нижнем Новгороде. В этой роли будущий самозванец пробыл около трёх лет и наконец бежал и приписался к казачьей охране, зарабатывавшей тем, что она охраняла от разбоя торговые суда, ходившие из Астрахани в Казань и Вятку. В течение года, между плаваниями, он жил в Астрахани у местного стрельца по имени Харитон. Позднее плавал на торговом судне в Нижний Новгород и на стрелецком — на Терек. Там он нанялся в стрелецкий приказ и участвовал в походе на Тарки, бывшем в том же 1604 году, а по возвращении продался в холопы к боярскому сыну Григорию Елагину.

## Казачество
Будущий самозванец не отличался постоянством. Пытаясь обеспечить себе сытное и безбедное существование, он постоянно менял хозяев. Прожив год на подворье у Елагина, Илейко вновь бежал и по собственным словам
...из-под юртов, от казаков, ушел в Астрахань, и в Астрахани побыл с четыре недели, а из Астрахани вышел к казакам же и пришел де яз к казаку Нагибе.
В том же 1605 году Илейко, по всей видимости, стал бойцом или лазутчиком казачьего отряда, вставшего на сторону Лжедмитрия I в походе самозванца к Москве. Эту часть своей биографии Илейко Муромец до последнего момента скрывал от суда и проговорился, видимо, под сильным давлением. Стоит заметить, что казак Нагиба стал впоследствии также одним из военачальников армии Болотникова. После краткой службы у него «в товарищах», Илейко был «отказан» (то есть передан) хозяином казаку Наметке, затем вместе с ещё одним казаком — Неустройко отправился вверх по Волге. Предположительно, он участвовал в захвате Царицына восставшими казаками и пленении местных воевод, которые были позднее доставлены в лагерь первого самозванца под Орлом. Вместе с армией первого самозванца Илейко наконец оказался в Москве, где жил, по собственным словам, около шести месяцев «от Рождества Христова до Петрова дня у церкви Владимира в Садах, на дворе у подьячего Дементия Тимофеева».
Летом 1605 года он покидает столицу вместе с войском князя Дмитрия Хворостина, который был послан самозванцем для взятия Астрахани и ареста местных воевод, оставшихся верными династии Годуновых.

## Начало карьеры в роли самозванца
Зиму того же 1605 года Илейко провёл на Тереке вместе с казачьим войском. С наступлением весны, когда выданные деньги окончательно иссякли, встал вопрос о пропитании. Казаки, сойдясь на круг, приняли решение идти походом на Каспийское море
...чтоб итти на Курь реку, на море, громить турских людей на судех; а будет, де, и там добычи не будет, и им, де, было казаком к кизылбашскому Шах-Аббасу служить.
В дальнейшем предполагалось либо вернуться с добычей на Терек, либо окончательно остаться в Персии.
Впрочем, казачий атаман Фёдор Бодырин собрал собственный круг в 300 человек и предложил иной план — идти на Волгу, грабя на своем пути торговые суда, а чтобы разбойничьему походу придать видимость законности, решено было выдвинуть из своей среды самозванца, объявив его племянником Лжедмитрия, спешащим на выручку «дяди» в Москву. Из двух претендентов — сына астраханского стрельца Митьки и Илейки Коровина, которые оба служили у казаков в «молодых товарищах», то есть практически прислугой — выбран был второй, так как он уже бывал в Москве и неплохо знал местные порядки.
План Федора Бодырина поддержал ещё один казачий атаман Гаврила Пан, войска обоих соединились на реке Быстрой. Терский воевода Петр Головин не решился остановить взбунтовавшихся казаков, тем более, что астраханский гарнизон был также ненадёжен. Головин попытался пригласить «царевича» в Астрахань, но Илейко уклонился от подобной чести.
Воеводе не удалось уговорить казаков даже оставить на Тереке половину своего состава«для приходу воинских людей». Казачье войско ушло к Астрахани, но взять город не решились, и после отказа воеводы Хворостина впустить их в город, ушли вверх по Волге вместе с присоединившейся к ним частью астраханского гарнизона.
В дальнейшем казаки заняли четыре волжских городка, но действовали осторожно, не допуская повального грабежа и кровопролития. Имя «Петра Федоровича» позволило им беспрепятственно добраться от Царицына до Самары.
Однако с этого момента начались трудности. В погоню за восставшими казаками отправился от Казани боярин Федор Шереметев. У воеводы было достаточно войска, чтобы разгромить отряд, но казаков выручило прибытие из Москвы от Дмитрия-самозванца вестника по имени Третьяк Юрлов-Плещеев с грамотой, приказывавшей казакам «итти к Москве наспех». Но под Свияжском казаков настигла весть о гибели самозванца. Войско по сути дела оказалось в западне — между Москвой, присягнувшей Василию Шуйскому, и наступавшим с Юга Шереметевым. Но казаков ещё раз выручил речистый Плещеев, который сумел убедить казанского воеводу, что казаки готовы подчиниться, выдать самозванца и присягнуть новому царю. На деле, отряд сумел ночью пробраться мимо казанских пристаней и уйти к Самаре. Спустившись далее к Камышинке, притоку Волги, казаки воспользовались волгодонской переволокой и наконец оказались на Дону, где в одной из станиц самозванец провёл следующие несколько месяцев.
В это время в гражданской войне наступает затишье. Новый царь, пытаясь умиротворить донцов, 16 (26) июля 1606 года посылает к ним сына боярского Молвянинова, а вместе с ним — 1000 рублей денежного жалованья, 1000 фунтов пороха и 1000 фунтов свинца.
В дальнейшем самозванец вместе с сопровождавшим его казачьим отрядом некоторое время прожил в Монастырском городке под Азовом, а затем отплыл на Северский Донец на стругах.

## История «чудесного спасения»
Легенда о «царском происхождении», сочиненная для правдоподобия Илейкой, была проста, наивна и полностью выдавала своё происхождение от народных сказок и притч. Если верить ему, царица Ирина родила на самом деле сына Петра, но опасаясь козней брата, подменила его девочкой по имени Феодосия, которая вскорости скончалась. Настоящего же наследника отдали на воспитание некоей вдове. Надо заметить, что самозванец воспользовался ходившем в то время слухом о подмене.
Илейко никогда не упоминал, каким образом он узнал о своем «царском происхождении», его дальнейший рассказ продолжался с того момента, когда позврослевший царевич ушёл в Астрахань, чтобы «поверстаться в казаки», и как следует из записи Сапеги, жил там в течение нескольких месяцев у некоего неназванного благодетеля. У самозванца был резон скрывать перед поляками имя казака Харитона — болотниковцев в Польше не жаловали, и рассчитывать на помощь им было нечего.
В дальнейшем, утверждал самозванец, он узнал о воцарении своего «дяди» Дмитрия, и решил пробраться к нему в Москву. Для начала он послал «дяде» грамоту, раскрыв в ней своё «подлинное имя и происхождение» и получил в ответ приглашение прибыть в Кремль и там уже доказать свои слова. Далее самозванцу якобы удалось уговорить некоего купца по прозвищу Козел взять его с собой, а чтобы окончательно убедить сомневавшегося, «открыть ему своё царское имя».
В Москву, по собственным уверениям, он прибыл на следующий день после гибели Лжедмитрия (18 (28) мая 1606 года) и затем четыре месяца прожил «у мясника Ивана на Покровской улице». Дальнейшая его биография поправкам не подвергалась, она хорошо прослеживается по сохранившимся документам.

## Во главе мятежа
В средневековом народном сознании государство было невозможно без царя; вопрос лишь стоял, чтобы царь этот был праведен и в достаточной мере заботился о своих подданных, он должен был заменить на престоле «лукавого» царя, самозванца, посаженного на трон изменниками-боярами. Таким образом, поднять народ против Шуйского можно было только противопоставив ему нового лжецаря или лжецаревича.
О самозванце вспомнил вновь путивльский воевода Григорий Шаховской, когда, пытаясь поднять город на борьбу против царя Василия, он неоднократно утверждал, что в Путивль в скором времени прибудет «чудом спасшийся царь Димитрий с большим войском». В конечном итоге, как и следовало ожидать, его словам перестали верить, и Шаховскому ничего не оставалось, как обратиться с грамотой «от князя Григория Шаховского да ото путивлцов ото всех» к самозваному Петру Федоровичу в надежде на то, что он сможет поднять терских и волжских казаков, чья помощь была необходима партии противников Василия, чтобы выстоять против мощной коалиции местных же дворян, оставшихся ему верными.
Вместе с «воровским царевичем», как его именуют документы того времени, в Путивль в начале ноября 1606 года вступило войско из нескольких тысяч терских и волжских казаков, позднее к ним присоединились запорожцы. Казаки, пользуясь тем, что за ними стояла реальная воинская сила, практически захватили в городе власть, и прежнему руководству пришлось с этим смириться.
Несмотря на мирное вступление в Путивль, лже-царевич Пётр вскоре натолкнулся на активное сопротивление духовенства и знати. В отличие от Лжедмитрия I, человека воспитанного и образованного в дворянской среде, лже-Пётр всем своим видом, речью и манерами выдавал своё простонародное происхождение, в результате чего ему было исключительно трудно удерживать в повиновении дворянство, тем более, что многие из «служилых людей» узнавали в придворных нового самозванца своих бывших холопов, среди них назывался казак Василий, бывший холоп князя Трубецкого; да и сам «царевич» служил когда-то под началом Василия Черкасского, в то время находившегося в путивльской тюрьме. В результате всего вышеперечисленного, после вступления в город, самозванец развязал против знати жестокий террор. По свидетельствам Разрядных книг того времени:
В Путимль, привели казаки инова вора Петрушку... и тот вор Петрушка боярина князь Василья Кардануковича, и воевод, и дворян, и воевод, которых приводили... всех побили до смерти разными казнями, иных метали з башен, и сажал по колью и по суставам резал.
Эти сведения подтверждаются также летописью:
Петрушка повеле <дворян> посекати, по суставом резати, а иным руки и ноги нахрест сечь, а иных варом (т.е. кипятком) обливати из города метати
Среди прочего лже-царевич возродил любимую Иваном Грозным «медвежью забаву», когда пленных дворян травили в загородке медведями или, зашив в медвежьи шкуры, спускали на них собак.
Среди погибших в Разрядных книгах называются имена боярина князя Василия Черкасского, царского посланника ясельничего Андрея Воейкова, воевод — князей Андрея Ростовского и Юрия Приимкова-Ростовского, Гаврилы Коркодинова, Бутурлиных, Никиты Измайлова, Алексея Плещеева, Михаила Пушкина, Ивана Ловчикова, Петра Юшкова, Федора Бартенева, Языкова и других.
Не меньше страдало от него непокорное духовенство. Так, игумен Дионисий, выйдя к народу с чудотворной иконой, пытался убедить горожан, что Илейко «вор и самозванец», но в результате поплатился жизнью. Оставшиеся в живых монахи писали в челобитной на имя царя:
...А игумен наш в мире смуту и прелесть, вора Петрушку, не боясь смерти, обличал. И вор Петрушка велел того игумена за то убить з башни до смерти. И на тое монастырскую вотчину царя Василья жаловалные грамоты, взяв у него, изодрал.

## Политика самозванца
В это время в народном сознании царская власть воспринималась как единственно легитимная и возможная в государстве, и вопрос стоял лишь о том, чтобы заменить «лукавого» царя подлинным, «праведным», заботящимся о своих подданных. В сознании масс также естественным было, что царя окружает знать, и ему помогает в решениях Боярская дума.
Потому не стоит удивляться, что Илейко, расправляясь с мятежной знатью, все же старается окружить себя аристократами и также образует собственную Боярскую думу, в которую входят среди прочих князья Андрей Телятевский, Григорий Шаховской, Мосальские и др. Представители знати стояли во главе отрядов повстанческих войск, другое дело, что их роль часто была номинальной, в то время как подлинную власть сохраняли в своих руках казачьи атаманы. Более того, как полновластный царевич, Илейко пользуется правом жалования земли и наград, чем также удерживает возле себя знать. Этот момент нашел отражение в частности, в челобитной на имя царя от мценских детей боярских Сухотиных, жаловавшихся на то, что «отца нашего вор Петрушка убил, а поместейцо, твое царское жалованье, у вора у Петрушки было в раздачи…»
В то же время самозванец пытается завязать отношения с Польшей, как видно, памятуя о помощи, которую поляки оказали первому самозванцу. В Польшу было отправлены послы, но им удалось добраться только до Киева. Король Сигизмунд не торопился ввязываться в авантюру с более чем неясным исходом.
Для поднятия воинского духа на нисходящем витке восстания жизненно необходимо было «предъявить» рядовым участникам воскресшего царя Димитрия. Об этом неоднократно писал в Польшу сам Болотников, обещая, по словам Конрада Буссова, «передать его величеству города, отвоёванные именем Димитрия», и наконец, по его же свидетельству, отчаявшись получить положительный ответ, прямо советовал полякам подготовить нового самозванца.
Разыскать и привезти с собой «дядю», а заодно навербовать наемное войско для болотниковцев берется «царевич Пётр». В декабре 1606 года он отправляется в Великое Княжество Литовское. О его визите сохранилось донесение королю, подписанное оршанским старостой Андреем Сапегой, сообщившим, что самозванец прибыл 6 (16) декабря 1606 года и вплоть до 20 (30) декабря обретался в Копыси, в Максимовичской волости, неподалёку от города Витебска. Местными властями «царевичу Петру» было дано разрешение беспрепятственно передвигаться по польской и литовской территории и вступать в переговоры с подданными короля. Предполагается, что именно в это время в Белорусских владениях Великого Княжества Литовского начались активные поиски нового самозванца на роль «царя Димитрия». Стоит заметить, что в поездке Лжепетра сопровождали шляхтичи Зенович и Сенкевич, в недалеком будущем именно пан Зенович станет сопровождать Лжедмитрия II до московского рубежа. Но так или иначе, кандидатура нового самозванца ещё не была найдена, а Илейко не мог ждать, так как до Польши дошли известия о сокрушительном разгроме болотниковцев. В конце декабря 1606 года самозванец спешно возвращается в Путивль.

## Военачальник Ивана Болотникова
Из Путивля войска лже-царевича отправились в Северские земли, поднимать народ в поддержку «царя Дмитрия Ивановича» и «царевича Петра Федоровича», везде поддерживаемые податным населением, при яростном сопротивлении дворянства и духовенства.
Первым на пути Илейки Муромца встал город Царёв-Борисов, в котором воеводой был боярин Михаил Сабуров. Город был хорошо укреплен, снабжен одним из сильнейших гарнизонов на южной границе и вооружен по последнему слову тогдашней техники. Но Сабурову не удалось удержать в повиновении городских стрельцов и казаков. Вмешательство духовенства не спасло положения, город был взят, воевода Сабуров и князь Приимков-Ростовский подверглись казни.
По воспоминаниям монаха Иова:
Как в смутное время шел вор Петрушка с казаки и он, Иев, царегородских всяких людей от того унимал и наговаривал, чтоб они против вора стояли, и оне его за то хотели убить
На это время приходится пик влияния и побед лже-царевича. В дальнейшем он вместе с Телятевским и Шаховским пошёл к Туле на соединение с войсками Ивана Болотникова, чтобы вместе с ним предпринять новое наступление на Москву. В феврале 1607 года он послал одного из своих военачальников, князя Мосальского, на выручку гарнизону Калуги, осаждённому царскими войсками. Но «воры» были наголову разбиты в битве на Вырке.
Впрочем, в мае того же года Илейко повторил попытку, и на сей раз Андрей Телятевский в битве на Пчельне наголову разбил отряд Бориса Татева, пытавшегося преградить ему дорогу, чем немало содействовал окончательному освобождению Калуги из осадного кольца.
Чтобы не допустить подхода повстанческих войск в Москве, царь Василий Шуйский 21 (31) мая 1607 года во главе отборных отрядов сам выступил наперерез соединенным войскам Болотникова и Муромца. Казачьи сотни «царевича Петра» атаковали передовой отряд под командованием Ивана Голицына в битве на Восьме неподалёку от Каширы. Сражение произошло 5 (15) июня 1607 г.
В начале казалось, что перевес находится в руках казаков. Беспрепятственно переправившись через реку, они сумели закрепиться в овраге на другом берегу, откуда осыпали царские войска градом пуль. Атаковавший их рязанский дворянский полк вынужден был отступить, но исход сражения решило предательство дворянина Прокофия Ляпунова, переметнувшегося вместе со своим отрядом тяжелой конницы на сторону царских войск. Казаки не выдержали удара в тыл, и обратились в бегство. В этом сражении полёг цвет армии «Петра Федоровича» — донские, терские и волжские казачьи сотни, а также казаки из Путивля и Рыльска. Таким образом, конец «царевича Петра» был предрешён.

## «Царевич Пётр» во время «тульского сидения»
После захвата Тулы, ближайшей крепости на подступах в Москве, Илейко задержался в ней, ожидая подхода главных сил повстанцев. Здесь же произошла его встреча с местным помещиком Истомой Михеевым, который «посылай был с Москвы на Волгу уличать вора Петрушку». Для обличителя встреча оказалась роковой. Михеев был замучен, его тело сожжено, поместье разграблено, и родовые жалованные грамоты уничтожены «воровскими казаками».
Политика самозванца в Туле продолжала путивльскую — здесь также был развязан кровавый террор в первую очередь против знати и духовенства, как приверженцев враждебной партии, сюда повстанцы присылали также пленных дворян, захваченных в других регионах, где шла гражданская война. По воспоминаниям очевидцев, «вор Петрушка» имел за обыкновение казнить по десятку человек ежедневно.
12 (22) июня 1607 года к Туле подступили войска Скопина-Шуйского. Осаждающие отмечали смелость и находчивость запертых в городе болотниковцев, по свидетельству документов того времени
С Тулы вылазки были на все стороны на всякой день по трижды и по четырежды, а все выходили пешие люди с вогненным боем и многих московских людей ранили и побивали.
По совету муромского помещика Ивана Кровкова, решено было затопить город, чтобы таким образом вынудить осажденный гарнизон к сдаче. Работы велись под руководством дьяков Разрядного приказа на обоих берегах реки Упы.
На правом, заболоченном берегу была сооружена дамба размером «с полверсты», которая должна была во время осеннего паводка не позволить реке разлиться по низменности, но вызвать резкий подъём уровня воды.
Действительно, осенний паводок полностью отрезал город от внешнего мира, превратив его в заболоченный остров посреди полностью залитой водой равнины. В городе начались болезни и голод, единственной надеждой осажденных оставалось войско Лжедмитрия II, который, однако, не спешил идти на помощь. Чтобы оказать давление на лжецаря, князь Григорий Шаховской, с самого начала поддерживавший с ним связь, был заключен в тульскую тюрьму до самого «подхода царя Димитрия». От Ивана Болотникова все решительней требовали рассказать правду о «царе», чье возвращение тот неоднократно обещал. Ответ Болотникова звучал так:
Какой-то молодой человек, примерно лет 24 или 25, — признался он, — позвал меня к себе, когда я из Венеции прибыл в Польшу, и рассказал мне, что он — Дмитрий и что он ушел от мятежа и убийства, убит был вместо него один немец, который надел его платье. Он взял с меня присягу, что я буду ему верно служить; это я до сих пор и делал... Истинный он или нет, я не могу сказать, ибо на престоле в Москве я его не видел. По рассказам он с виду точно такой, как тот, который сидел на престоле.
Подобный ответ не мог не вызвать разочарования, усилилось влияние тех, кто готов был открыть ворота царским войскам, чтобы выдав зачинщиков мятежа, выторговать для себя сохранение жизни и достояния.
Надо сказать, что Иван Болотников и «царевич Петр» сами начали переговоры с Василием Шуйским, предлагая ему открыть ворота взамен на сохранение жизни, в противном случае угрожая, что осада затянется до тех пор, пока жив хоть один человек из крепостного гарнизона. Подобное обещание царем было дано.
Со своей стороны «осадные люди» прислали царю Василию посольство, «бити челом и вину свою приносить, чтоб их пожаловал, вину им отдал, и оне вора Петрушку, Ивашка Болотникова и их воров изменников отдадут».
Действительно, вступивший в город 10 (20) октября воевода Крюк Колычев сопротивления не встретил.

## Пленение и казнь
Захваченный в плен «царевич Пётр» дал свои первые признательные показания 10 (20) — 12 (22) октября 1607 года перед сопровождавшими царя окольничими, боярами и «служилыми людьми». По сохранившимся записям, он именно тогда назвал своё настоящее имя и рассказал подлинную историю жизни до самого момента пленения. Считается, что столь поспешный образ действий был необходим Василию Шуйскому, чтобы дискредитировать руководителей восстания в глазах рядовых участников движения. В дальнейшем Илейко был препровождён в Москву, где допросы продолжались, затем 4 месяца спустя казнён «по совету всей земли». Об этом сохранилась запись, которую сделал в своем дневнике ссыльный поляк Станислав Немоевский. Если верить ему, то 30 января (9 февраля) 1608 г.:
Прибыл посадский человек из Москвы. Наши проведали от него через стрельца, что на этих днях казнён Петрашко.
Более подробно это событие описывает Элиас Геркман в своем сочинении «Историческое повествование о важнейших смутах в государстве Русском». Его рассказ звучит следующим образом:
Он был приговорен к повешению, выведен из Москвы и приведён на место, где стояла виселица. Многие очевидцы рассказывают, что вышеупомянутый Петр Федорович (взойдя на лестницу) говорил кругом стоящему народу, что он перед его царским величеством не совершил преступления, заслуживающего смертной казни, что его преступление состоит только в том, что он выдавал себя за сына Федора Ивановича, что он на самом деле его сын и за это убеждение готов умереть; что его слова найдут справедливыми, если прикажут узнать о нем на Дону, что за грехи, за то, что он с казаками на Дону вел безобразную жизнь, Бог наказывает его позорною смертью. Его повесили на мочалах, которые не могли крепко затянуть, так как они были очень толсты, и преступник был еще жив, когда палач уже спустился вниз. Увидев это, палач взял у близ стоявшего крестьянина дубину (которую тот случайно держал в руках), снова влез на виселицу и ударил царевича по черепу. От этого удара он умер.
Казнь совершилась у стен Данилова монастыря, за внешним кольцом Московских укреплений — Земляным городом. Вероятной датой этого события называется 12 (22) января 1608 года.
Показания Илейко были напечатаны в «Акт. Археогр. Экспед.» (II,81).

## Аналогии с былинным Ильёй Муромцем
Д. И. Иловайский упоминает Илейко в связи с русским богатырским эпосом в статье: «Богатырь-казак Илья Муромец как историческое лицо». По мнению Иловайского, выражение «старыя казак» объясняется тем, что в конце царствования Бориса Годунова Илейка Муромец находился в казачьем отряде, в составе войска воеводы князя Ивана Хворостинина. Б. М. Соколов писал, что существенным фактом крестьянской переработки былин явилось превращение Ильи Муравленина из Муровийска и города Карачева на Черниговщине в крестьянского сына Илью Муромца и село Карачарово под Муромом.

## Географические названия
В Северной и Центральной России есть целый ряд деревень Илейкино, возможно их название связано с Илейком Муромцем.